# Original Tracks Vol.1
 (février 2024).
Si vous disposez d'ouvrages ou d'articles de référence ou si vous connaissez des sites web de qualité traitant du thème abordé ici, merci de compléter l'article en donnant les références utiles à sa vérifiabilité et en les liant à la section « Notes et références ».
Original Tracks Vol.1 est le premier et le seul album de compilation publié par Namie Amuro with Super Monkey's, compilant toutes les faces A et B des singles sortis. C'est le dernier album que le groupe a enregistré ensemble avant que Namie Amuro ne se lance en solo avec Avex Trax en 1995 et que Minako Inoue, Nanako Takushi, Reina Miyauchi et Ritsuko Matsuda ne forment MAX avec Avex Trax en 1995. Il se termine également par diverses émissions du groupe. véritable artiste, exprimant ses réflexions sur sa vie. L'album a été certifié platine par le RIAJ pour 400 000 exemplaires expédiés.
Albums de Namie Amuro
Sweet 19 Blues
(1996) Concentration 20
(1997)
Singles
En mars 2018, Universal Music Japan a annoncé la sortie d'une version remasterisée de l'album au format SHM-CD le 2 mai 2018.

## Liste des titres
Les quatorze pistes de cet album sont :
1. Mister U.S.A. (ミスターU.S.A.?)
  - Double-face A du single de Super Monkey's - Auteurs: Minoru Komorita - 4:28
2. Koi no Cute Beat (恋のキュート・ビート?)
  - Double-face A du single de Super Monkey's - Auteurs: Masao Urino, Minoru Komorita - 4:55
3. DANCING JUNK
  - Single de Super Monkey's 4 - Auteurs: Masao Urino, Koji Magaino – 4:34
4. Rainbow Moon (レインボウ・ムーン?)
  - Face B d'un single de Super Monkey's 4, mais titre attribué à Namie Amuro en solo - Auteurs: Masao Urino, Koji Magaino – 4:14
5. Aishite Muscat (愛してマスカット?)
  - Single de Super Monkey's 4 - Auteurs: Neko Oikawa, Minoru Komorita – 4:03
6. Wagamama wo Yurushite (わがままを許して?)
  - Face B d'un single de Super Monkey's 4 - Auteurs: Neko Oikawa, Minoru Komorita – 5:06
7. PARADISE TRAIN
  - Single de Namie Amuro with Super Monkey's - Auteurs: Masao Urino, Keizo Nakanishi – 4:31
8. Kanashiki Broken Boy (悲しきブロークン・ボーイ?)
  - Face B d'un single de Namie Amuro with Super Monkey's - Auteurs: Masao Urino - 4:43
9. TRY ME ~Watashi wo Shinjite~ (TRY ME～私を信じて～?)
  - Single de Namie Amuro with Super Monkey's - reprise de Try Me de Lolita - Auteurs: Kazumi Suzuki, Hinoky Team – 3:56
10. MEMORIES ~Ashita no Tame ni~ (MEMORIES～明日のために～?)
  - Face B d'un single de Namie Amuro with Super Monkey's - reprise de Memories de Norma Sheffield - Auteurs: idem préc. – 4:04
11. Taiyō no SEASON (太陽のSEASON?)
  - Single de Namie Amuro - reprise de Seasons de Veronica Sales - Auteurs: Kazumi Suzuki, Hinoky Team – 3:29
12. Heart ni Hi wo Tsukete (ハートに火をつけて?)
  - Face B d'un single de Namie Amuro - reprise de Burning Love de D-Essex - Auteurs: Kazumi Suzuki, Hinoky Team – 3:23
13. Stop the music
  - Single de Namie Amuro - reprise de Sophie - Auteurs: Natsumi Watanabe, Accatino-Rimonti-Gabrielli-Gelmetti – 3:37
14. GOOD-NIGHT
  - Face B d'un single de Namie Amuro - Auteurs: Yasuhiko Hoshino, Hiroshi Matsui - 5:07

## Membres
- Namie Amuro - chant et chœurs
- Anna Makino - chœurs  (titres 1 et 2)
- Hisako Arakaki - chœurs (titres 1 à 8)
- Minako Ameku (MAX) - chœurs (tous)
- Nanako Takushi (MAX) - chœurs (tous)
- Reina Miyauchi (MAX) - chœurs (titres 9 à 14)
- Ritsuko Matsuda (MAX) - chœurs (titres 9 à 14)